# Kościół Matki Bożej Królowej Korony Polskiej w Gdańsku
Kościół Matki Bożej Królowej Korony Polskiej w Gdańsku – rzymskokatolicki kościół parafialny znajdujący się w Gdańsku, w dzielnicy Oliwa. Parafia Matki Bożej Królowej Korony Polskiej wchodzi w skład dekanatu Gdańsk-Oliwa archidiecezji gdańskiej. Parafię prowadzą ojcowie cystersi.
Jeden z trzech kościołów na terenie dzielnicy. Wpisany do gminnej ewidencji zabytków.

## Historia
W 1909 mieszkający na terenie Oliwy protestanci rozpoczęli budowę kościoła w stylu neogotyckim. Był on wotum za zwycięstwo nad Napoleonem III. Budowę kościoła ukończono w 1921. W kwietniu 1945, po 114 latach w Gdańsku pojawili się cystersi. Ponieważ od 1945 kościół cysterski był katedrą biskupią, poprosili oni władze miasta o zgodę na osiedlenie się w kościele ewangelickim przy ul. Leśnej. Miesiąc później świątynia została poświęcona i przerobiona na kościół katolicki. Wtedy to otrzymała ona wezwanie MB Królowej Korony Polskiej.
W 1971 kościół i dom zakonny przeszły na własność Opactwa Cystersów w Szczyrzycu. 1 lipca 1988 abp Tadeusz Gocłowski erygował parafię przy kościele. 21 sierpnia 1988 odprawiona została pierwsza Msza w nowej parafii.

## Wnętrze
W ołtarzu głównym znajduje się obraz Matki Bożej z Dzieciątkiem, pochodzący z XVIII wieku, oraz figury św. Piotra, Benedykta, Bernarda, oraz dwóch ewangelistów. W ołtarzach bocznych znajdują się obrazy MB Nieustającej Pomocy, Chrystusa Ukrzyżowanego, św. Gertrudy i św. Jadwigi Śląskiej (obie święte były cysterskami). Boczne ołtarze poświęcone są świętym Antoniemu i Bernardowi. 

### Organy

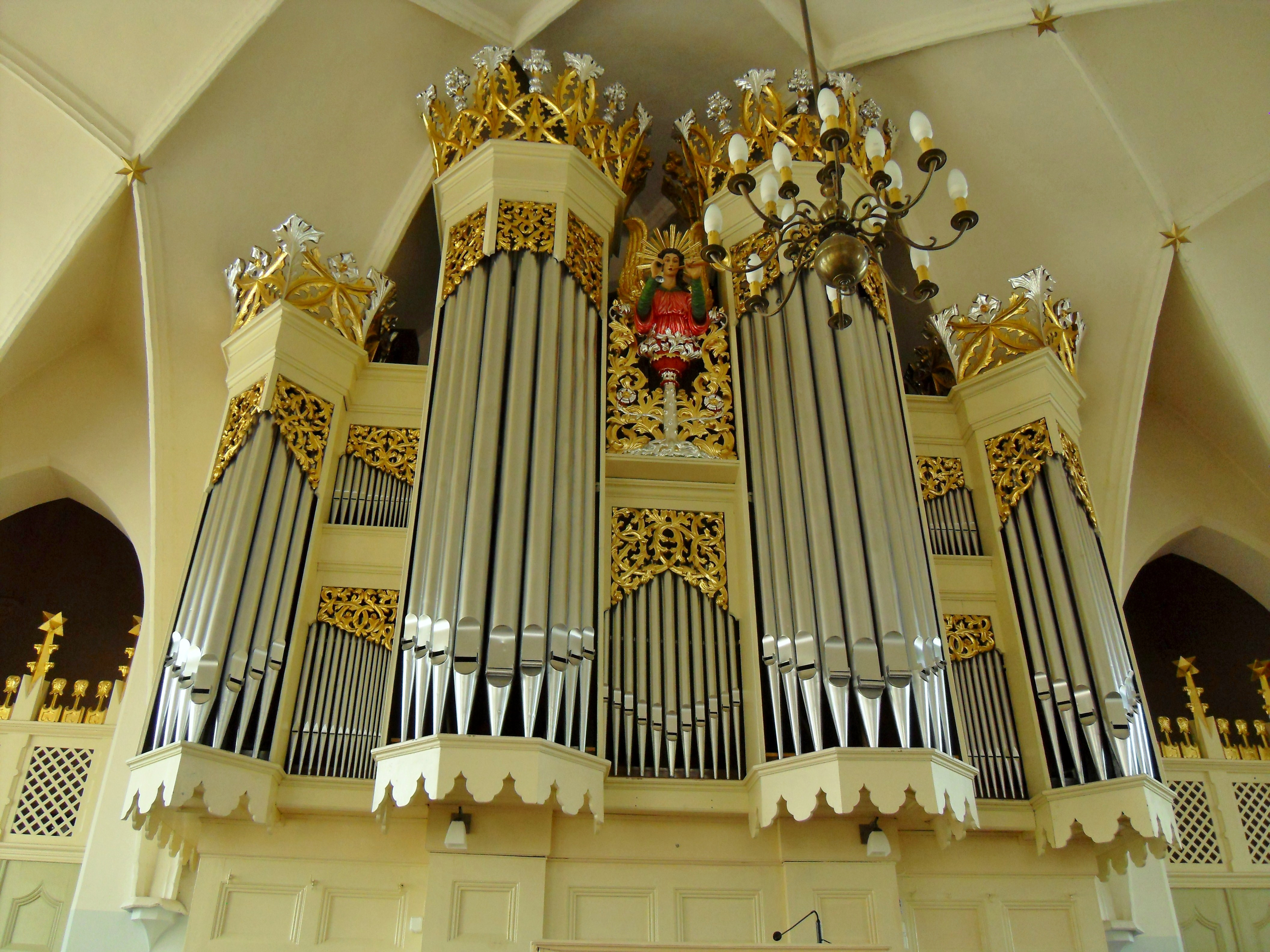
Organy

Pierwsze organy w tym kościele wybudowała renomowana w Gdańsku firma Orgelbauanstalt A. Terletzki Inh. Ed. Wittek z Elbląga około 1915 roku, gdyż gotowe miały być w 1916 roku. Z racji, że budowa kościoła przeciągała się w czasie instrument w pełni ukończony został dopiero w 1920 roku. Oględzin i odbioru organów dokonał gdański rewizor organowy oraz pierwszy organista kościoła Mariackiego w Gdańsku Otto Krieschen. Pierwotnie liczba głosów wynosiła 29 (w tym jedna transmisja). Pod koniec lat 20. materia brzmieniowa została nieco zmieniona oraz rozbudowana o jeden głos. Prace przeprowadziła Gerharda Witteka z Elbląga.
W 1945 roku podczas działań wojennych organy zostały zdewastowane. W okresie powojennym instrument został uzupełniony o piszczałki polskich firm organmistrzowskich. Później miały miejsce niewielkie zniany w materii brzmieniowej.
Pogarszający się stan organów doprowadził do ich remontu w 2013 roku. Wykonała go firma Jacka Ziemiańskiego ze Szczyrzyca.
Dyspozycja instrumentu:
| Manuał I                  | Manuał II              | Pedał                |
|                           | Schwellwerk            |                      |
| ------------------------- | ---------------------- | -------------------- |
| 1. Principal 16'          | 1. Bordun 16'          | 1. Principalbass 16' |
| 2. Principal 8'           | 2. Geigenprincipal 8'  | 2. Subbass 16'       |
| 3. Gamba 8'               | 3. Lieblich Gedackt 8' | 3. Gedacktbass 16' 6 |
| 4. Konzertflöte 8'        | 4. Aeoline 8'          | 4. Quintbass 10 2/3' |
| 5. Quintatön 8'           | 5. Vox coelestis 8'    | 5. Oktavbass 8'      |
| 6. Oktave 4'              | 6. Fugara 4'           | 6. Cello 8'          |
| 7. Rohrflöte 4’           | 7. Flaut travers 4'    | 7. Oktave 4'         |
| 8. Quinta 2 2/3' 1        | 8. Oktawa 2' 3         | 8. Posaune 16'       |
| 9. Schweizpfeife 2' 2     | 9. Cymbel 2 rz. 4      |                      |
| 10. Cornett 3 fach 2 2/3' | 10. Oboe 8' 5          |                      |
| 11. Mixtur 4 fach 2'      |                        |                      |
| 12. Trompete 8'           |                        |                      |

### Dzwony
Na wieży wiszą trzy staliwne dzwony odlane przez zakład Bochumer Verein w Bochum. Ważą ok. 800, 1150 i 1850 kg. Posiadają na sobie biblijne cytaty zapisane niemiecko-gotycką czcionką.
Pod koniec lutego 2024 roku dzwony przeszły remont wykonany przez firmę Rduch Bells & Clocks z Rydułtów.

## Galeria

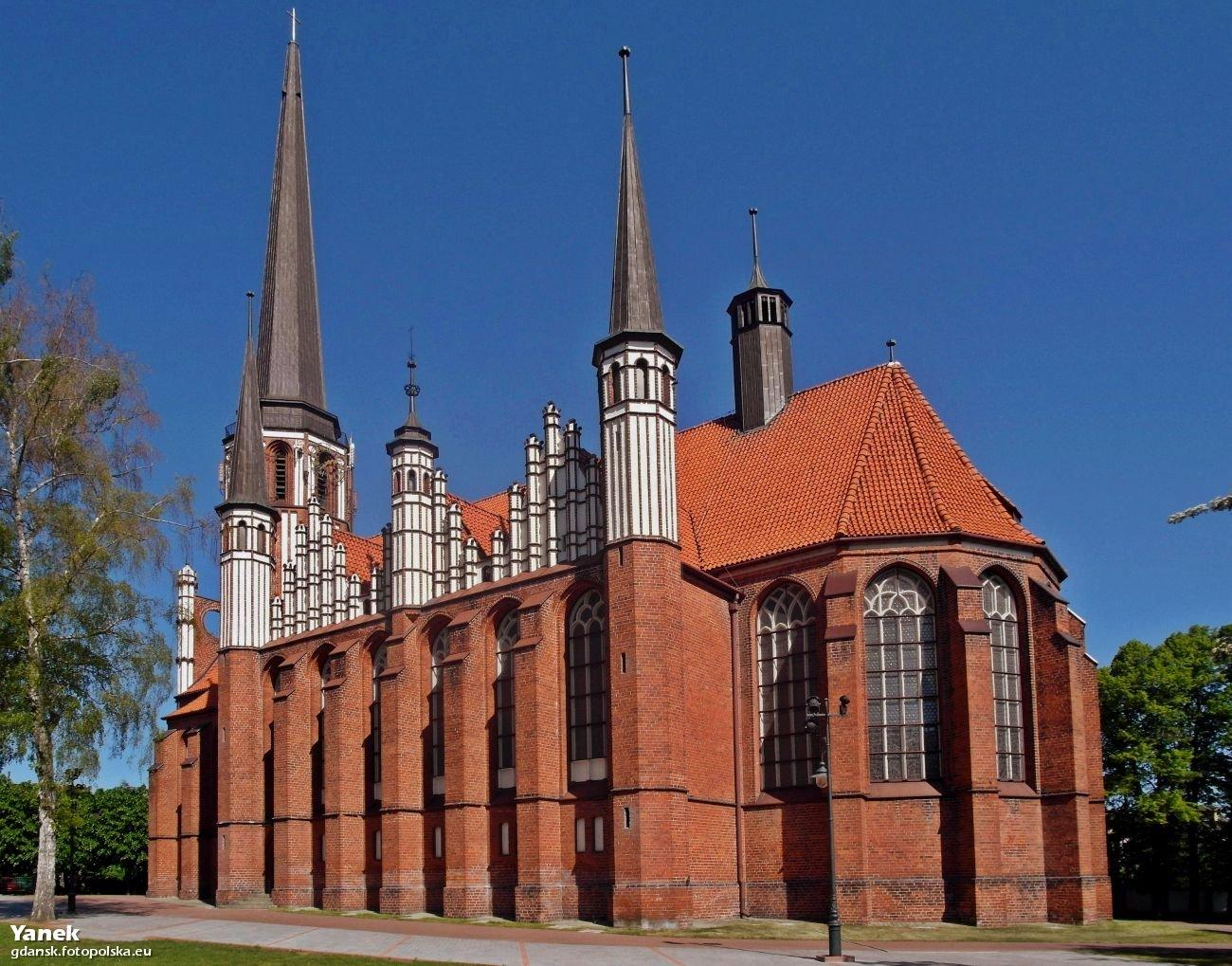
Kościół z zewnątrz
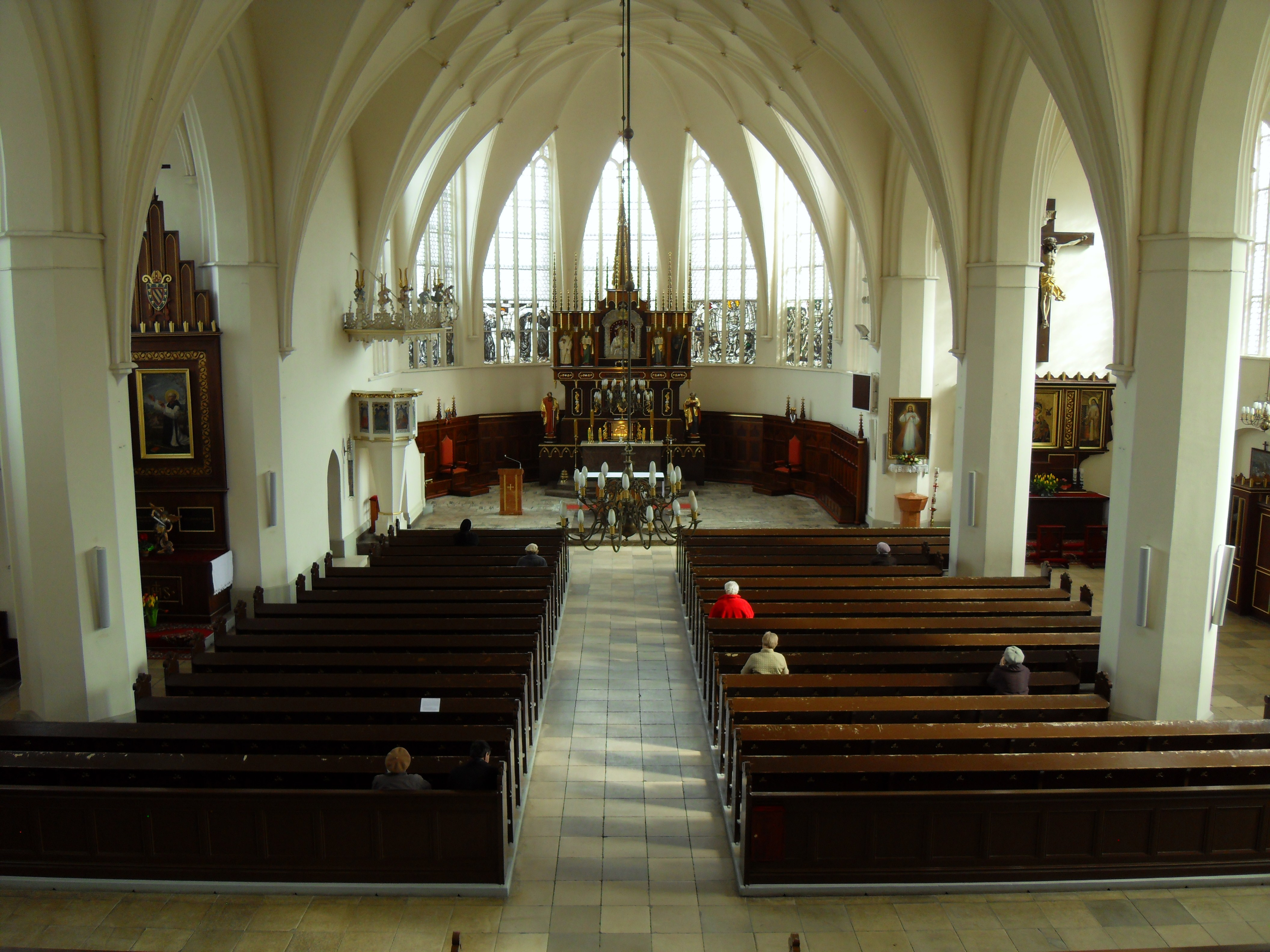
Wnętrze kościoła
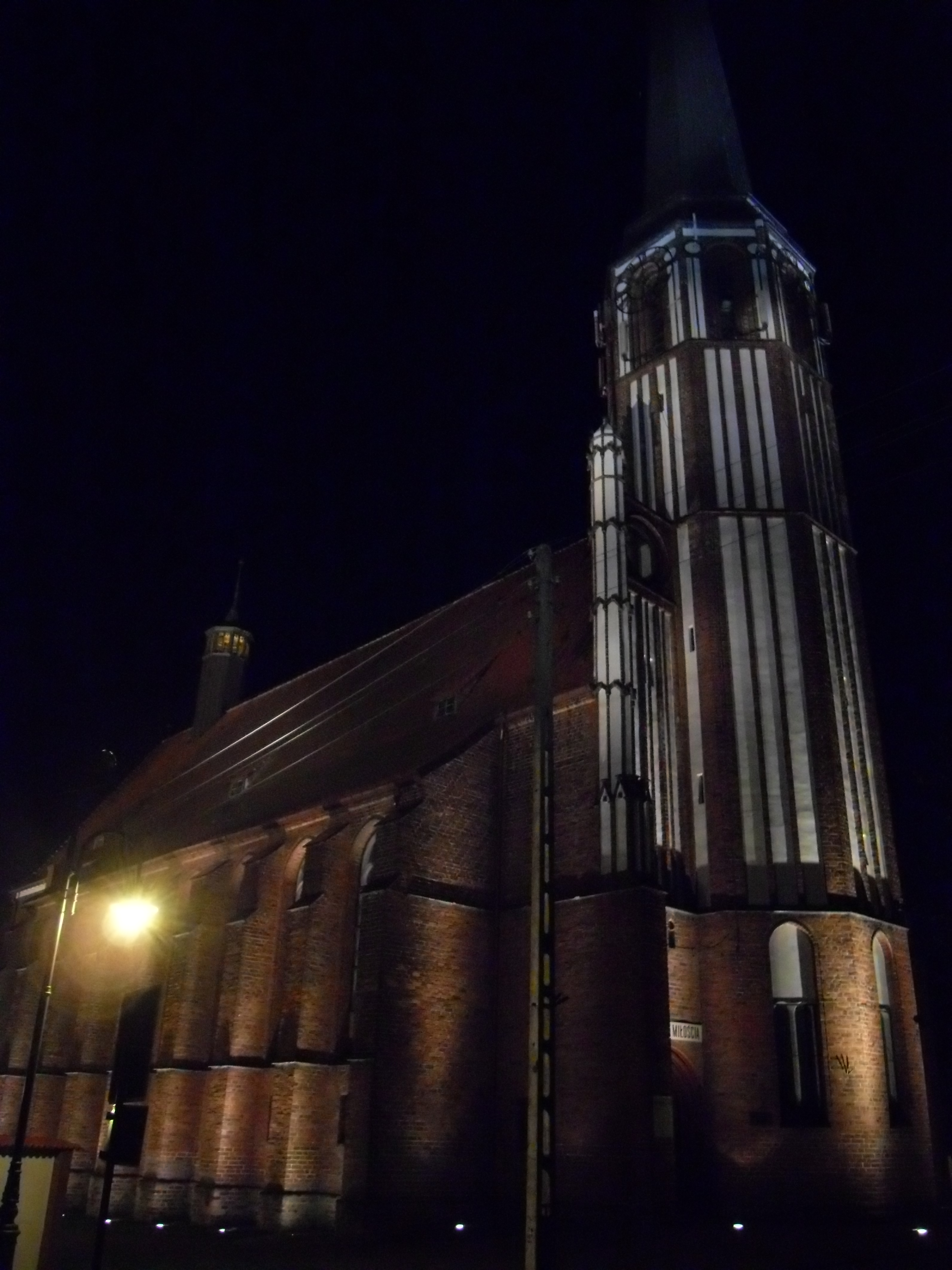
Kościół nocą
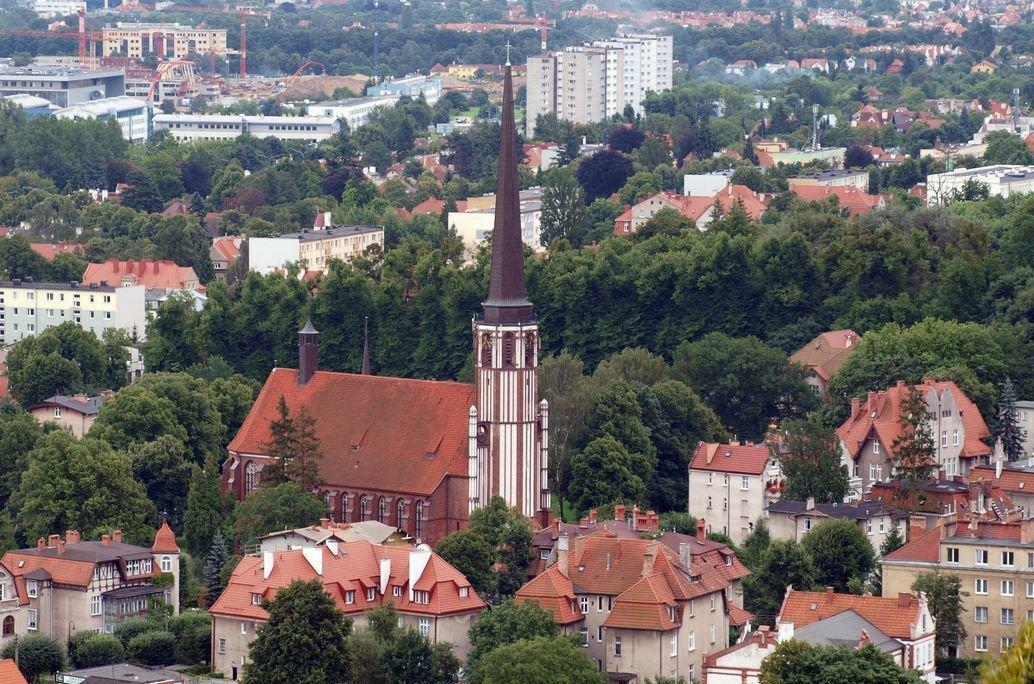
Widok na kościół ze Wzgórza Pachołek
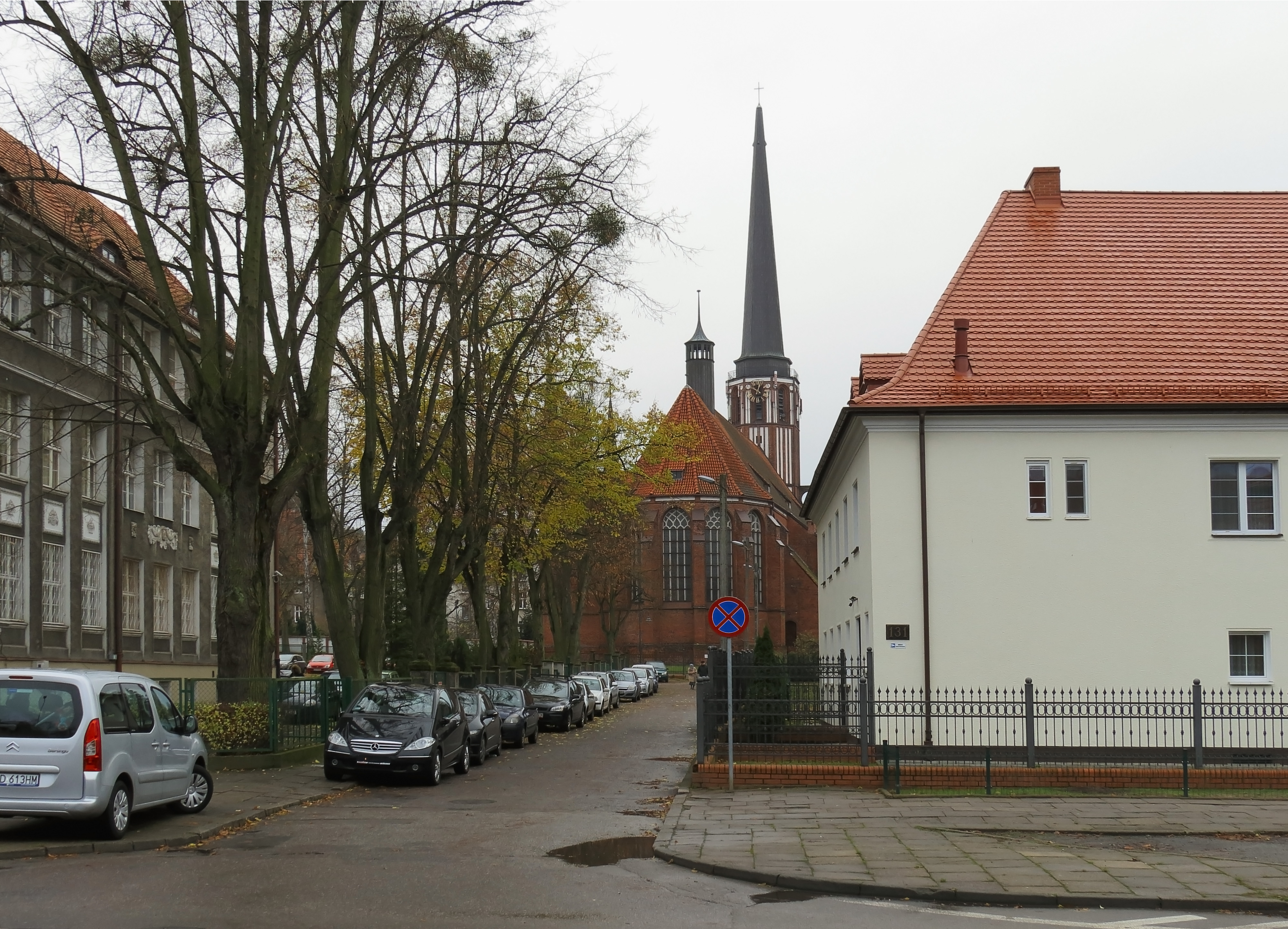